# V429 Андромеды
V429 Андромеды (лат. V429 Andromedae) — одиночная переменная звезда в созвездии Андромеды на расстоянии (вычисленном из значения параллакса) приблизительно 6305 световых лет (около 1933 парсеков) от Солнца. Видимая звёздная величина звезды — от +15,12m до +15,1m.

## Характеристики
V429 Андромеды — бело-голубой, очень быстро пульсирующий горячий субкарлик, переменная звезда типа V361 Гидры (RPHS) спектрального класса sdB. Эффективная температура — около 32400 K.